# Otto Herding
Otto Herding, vollständig Otto Wilhelm Karl Herding, (* 8. Juni 1911 in Sulzbach in der Oberpfalz; † 18. Januar 2001 in Frankfurt am Main) war ein deutscher Historiker, Professor für Historische Hilfswissenschaften und Landesgeschichte sowie erster Leiter des Instituts für Geschichtliche Landeskunde und Historische Hilfswissenschaften der Eberhard Karls Universität Tübingen.

## Leben
Herding studierte, nach dem Abitur auf einem Humanistischen Gymnasium, auf den Universitäten in Birmingham, Wien und München Geschichte, Germanistik, Anglistik und Philosophie und machte 1935 sein zweites Staatsexamen. 1936 wurde Otto Herding an der Universität Erlangen zum Doktor der Philosophie mit einer Arbeit über das römisch-deutsche Reich promoviert. Von 1935 an war er Assistent am dortigen Institut für fränkische Landesforschung, unterbrochen durch kurze Zeiten im Schuldienst. Im Jahr 1941 habilitierte er sich über die Verfassungs- und Verwaltungsgeschichte markgräflich-ansbachischer Ämter und wurde in Erlangen Privatdozent für Mittlere und Neuere Geschichte. 1943 bis 1955 war er in Tübingen außerordentlicher Professor für Landesgeschichte und Historische Hilfswissenschaften. Vor 1945 war Herding Mitglied im Nationalsozialistischen Lehrerbund und nahm an Übungen des Nationalsozialistischen Kraftfahrerkorps teil. Er galt im NS-System als angepasster Mitläufer.
Otto Herding war Mitglied der 1947 gegründeten Landeskundlichen Arbeitsgemeinschaft, der weiterhin der Ur- und Frühgeschichtler Kurt Bittel, der Volkskundler Helmut Dölker und der Geograf Karl Heinz Schröder sowie später der Geograf Friedrich Huttenlocher und der Historiker Hansmartin Decker-Hauff angehörten. Diese AG legte den Grundstein für die Tübinger Landeskundliche Arbeitsgemeinschaft, die sich angesichts der fast identischen Zielsetzung 1965 mit dem Alemannischen Institut in Freiburg im Breisgau, mit dem sie vorher zusammenarbeitete, vereinigte und sich in Alemannisches Institut Arbeitsgruppe Tübingen umbenannte. Den Vorsitz hatten danach Karl Heinz Schröder, Franz Quarthal, Dieter Mertens und Sönke Lorenz.
Seit 1954 war Herding der erste Direktor des Instituts für Geschichtliche Landeskunde und Historische Hilfswissenschaften in Tübingen. 1955 bis 1965 lehrte er als Ordentlicher Professor in Münster, danach bis zu seiner Emeritierung im Jahr 1978 in Freiburg im Breisgau. Herding wurde 1955 zum ordentlichen Mitglied der Historischen Kommission für Westfalen gewählt. Ab 1966 war er korrespondierendes Mitglied der Kommission. 1963 wurde er in die Erasmus-Kommission der Niederländischen Akademie der Wissenschaften kooptiert. Er war Mitglied der Senatskommission für Humanismusforschung der Deutschen Forschungsgemeinschaft ab 1972 und zusammen mit August Buck erster Herausgeber ihrer Mitteilungen. 1976 gründete er mit Buck den Wolfenbütteler Arbeitskreis für Renaissanceforschung, zu dessen Veröffentlichungen er maßgeblich beitrug. 1977 wurde er emeritiert.
Herding war schon in Tübingen nicht nur Landeshistoriker. 1947 arbeitete er unter anderem über Augustinus, 1948 über Walahfrid Strabo und den sog. karolingischen Humanismus, 1950 über Geschichtsschreibung im Mittelalter und 1953 über Dante Alighieri. Ab 1955 wurde Herding zu einem der maßgebenden Wiederbegründer der deutschen Humanismusforschung und schuf in Münster das Institutum Erasmianum zur Erforschung des Humanismus. Zusammen mit seinen Schülern Franz Josef Worstbrock, Bruno Singer und Dieter Mertens edierte er in jahrzehntelanger Arbeit die Werke Jakob Wimpfelings, 1974 und 1977 gab er in der kritischen Amsterdamer Erasmus-Gesamtausgabe drei Schriften dieses Humanisten heraus, darunter die Querela Pacis. Er war Mitglied der Königlich-Niederländischen Akademie der Wissenschaften. In der Freiburger Zeit konnte er die Humanismus-Editionen abschließen und sich zugleich erneut der Landesgeschichtsschreibung zuwenden, vor allem ihrer frühneuzeitlichen Gründerzeit. Vorarbeiten zu einem Handbuch der territorialen Historiographie waren sein Vermächtnis. Außerdem war Herding Dichter und Schriftsteller (Das andere Leben; Schattengeschichte; Lebensstationen).
Herding war seit 1938 mit Pia Herding (geborene Wittmann) verheiratet. Aus der Ehe gingen sechs Kinder hervor. Einer seiner Söhne war der Kunsthistoriker Klaus Herding.

## Mitgliedschaften
- Ehrenmitglied der Kommission für geschichtliche Landeskunde in Baden-Württemberg (1985)
- Erasmus-Kommission der Niederländischen Akademie der Wissenschaften
- Kommission für Humanismusforschung der Deutschen Forschungsgemeinschaft
- Historische Kommission für Westfalen

## Schriften (Auswahl)
- Das römisch-deutsche Reich in deutscher und italienischer Beurteilung von Rudolf von Habsburg zu Heinrich VII. Inauguraldissertation. Palm & Enke, Erlangen 1937.
- Untersuchungen zur Verfassungs- und Verwaltungsgeschichte markgräflich-ansbachischer Ämter mit besonderer Rücksicht auf Cadolzburg, Langenzenn und Roßtal. Habilitationsschrift (maschinenschriftlich), Universität Erlangen, 1941.
- mit Bernhard Zeller: Grundherren, Gerichte und Pfarreien im Tübinger Raum zu Beginn der Neuzeit. 1954.
- Heinrich Meibom (1555–1625) und Reiner Reineccius (1541–1595). In: Westfälische Forschungen 18, 1965, S. 5–22 (PDF-Datei; MB; 3,1 MB).
- als Hrsg.: Die Humanisten in ihrer politischen und sozialen Umwelt. Boldt, Boppard 1976.
  - Humanistische Friedensideen am Beispiel zweier „Friedensklagen“. S. 7–35 (PDF-Datei; 3,07 MB).
- als Hrsg. mit Kaspar Elm, Eberhard Gönner und Eugen Hillenbrand: Landesgeschichte und Geistesgeschichte (= Veröffentlichungen der Kommission für Geschichtliche Landeskunde in Baden-Württemberg. Reihe B: Forschungen, Bd. 92). Kohlhammer, Stuttgart 1977.
- als Hrsg.: Querela Pacis. In: Opera Omnia Desiderii Erasmi Roterodami recognita et adnotatione critica instructa notisque illustrata. Bd. 4,2. North Holland, Amsterdam 1977.
- Zur Methode des Edierens am Beispiel humanistischer Texte. In: Freiburger Universitätsblätter 78, 1982, S. 29–43 (PDF-Datei; 2,3 MB) (Inauguraldissertation).
- Erasmische Friedensschriften im 17. Jahrhundert. Querela Pacis. In: Jean-Pierre Massaut (Hrsg.): Colloque Erasmien de Liège. Commémoration du 450e anniversaire de la mort d'Erasme. Soc. d'Ed. Les Belles Lettres, Paris 1987, S. 223–237 (PDF-Datei; 1,25 MB).
- Jakob Wimpfeling; Otto Herding, Dieter Mertens (Hrsg.): Briefwechsel. München 1990.
- Geschichtsbewusstsein, Geschichtsschreibung und -forschung im Herzogtum Württemberg. In: Zeitschrift für Württembergische Landesgeschichte 51, 1992, S. 205–231 (PDF-Datei; 2,46 MB).
- Beiträge zur südwestdeutschen Historiographie, Kohlhammer, Stuttgart 2005 (= Veröffentlichungen der Kommission für Geschichtliche Landeskunde in Baden-Württemberg. Reihe B: Forschungen, Bd. 162), ISBN 3-17-018979-4.
- als Hrsg. mit August Buck: Der Kommentar in der Renaissance. Bonn-Bad Godesberg/Boppard 1975 (= Deutsche Forschungsgemeinschaft: Mitteilungen der Kommission für Humanismusforschung. Bd. 1).
- als Hrsg. mit August Buck, Fritz Krafft u. a.: Humanismusforschung seit 1945. Ein Bericht aus interdisziplinärer Sicht. Boppard/Bonn 1975 (= Deutsche Forschungsgemeinschaft, Kommission für Humanismusforschung. Mitteilung. Bd. 2).